# Афолаби, Олабиси
Олабиси Афолаби (англ. Olabisi Afolabi; род. 31 октября 1975) — нигерийская легкоатлетка, призёр Олимпийских игр.
Олабиси Афолаби родилась в 1975 году в Илорине. В 1996 на Олимпийских играх в Атланте она стала обладателем серебряной медали в эстафете 4×400 м. В 2000 году приняла участие в Олимпийских играх в Сиднее, но не завоевала медалей.